# Синяк (курорт)
Синяк — бальнеологічний та гірськолижний курорт, розташований в селі Синяк біля смт. Чинадієве Закарпатської області. 
Сірководневі сульфатно-кальцієво-натрієві мінеральні води. 
Санаторій «Синяк» розташований у передгір'ї вулканічного хребта Карпат у районі гори Синяк, у воронкоподібній котловині, на висоті 450 м., в мальовничій долині річки Синявка, оточеній горами, покритими змішаним лісом. 
Клімат курорту гірський, з підвищеною вологістю повітря і великою кількістю опадів.
Траси: — лижна траса № 1, протяжність 1200 м, перепад висот 220 м — Лижна траса № 2, протяжність 950 м, перепад висот 220 м — Траса для початківців, протяжність 400 м, перепад висот 50 м
Види витягів: — бугельний — 1200 м — Мультиліфт — 350м

## Історія
В історичних документах цілюще Синяцьке джерело вперше згадується у XVIII столітті. Ще в ті далекі часи, випасаючи тут отару, вівчарі помітили, що їхня худоба ніколи не хворіє. То ж полетіли чутки про божественну силу Синяцького джерела і потягнулися сюди хворі і стражденні з усіх Карпат. 

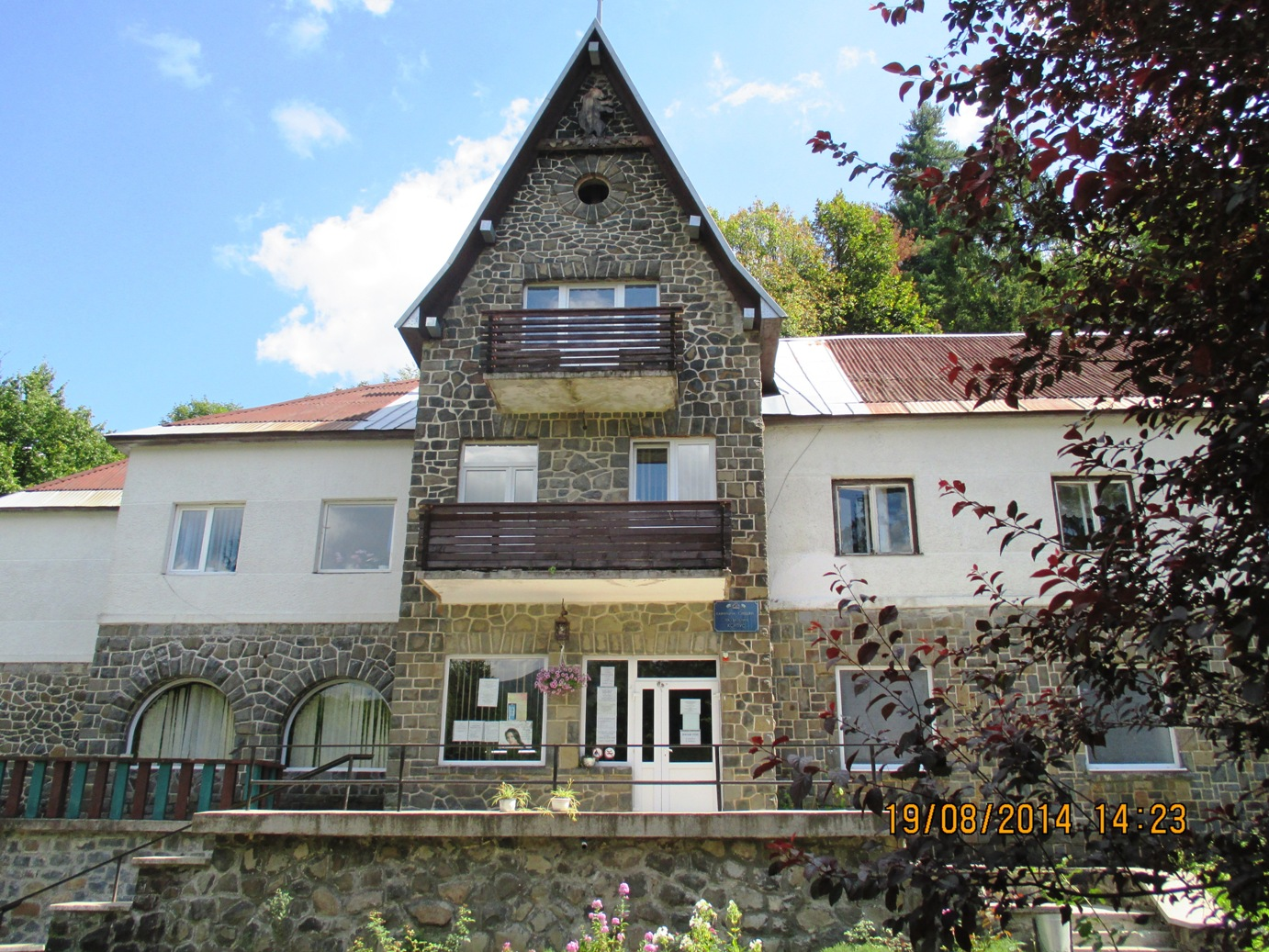
Будівля лікувального корпусу

Популярність і слава Синяцького курорту зростала нестримно. Використання мінеральної води «Синяк» у санаторно-курортному лікуванні починається з 1832 року, коли на розпорядження адміністрації графського маєтку було збудовано примітивну «купіль». Наприкінці минулого століття було лише 16 примітивних кабін для прийому мінеральних ван. У 1922 році побудовані дерев'яні будинки барачного типу.
У 1936 році за ініціативи німецьких графів Шенборн будують тут комфортабельну купальню, а у 1939 році — душове відділення. Свідком тих часів височить старовинна будівля лікувального корпусу — архітектурна окраса санаторію. А різьблені дерев'яні сходи, на яких добре видно графський герб, можна вважати музейним експонатом. Місцеві сірководневі джерела мають характерний синюватий відтінок. Мабуть, саме тому і Синяцька долина, і річка Синявка, і сам санаторій отримали відповідну назву. Цілющі властивості тутешньої мінеральної води, подібної до сочинської Мацести.

## Лікування
Санаторій спеціалізується на лікуванні захворювань опорно-рухового апарату, кістково-м'язової та нервової системи.
Головним лікувальним фактором курорту є Синяцька сірководнева вода. За хімічним складом вода слабо сульфідна, мало мінералізована, сульфатна, натрієво-кальцієво-магнієва, слабо лужна.
При прийомі синяцьких сірководневих ванн посилюється кровообіг в шкірному покриві і глибоких тканинах, у судинах серця і кінцівках, поліпшується насосна функція серця, сповільнюються серцеві скорочення, знімаються спазми судин і знижується артеріальний тиск.
Існуючий світовий досвід питного лікування свідчить про ефективність використання таких вод при хронічних професійних отруєннях важкими металами. Дослідження стверджують, що слабо сульфідні води, до яких відносяться і синяцькі, мають дію подібну до антиоксидантів при ураженні печінки.
Лікувальний корпус містить:
- водолікарню (сірководневі, хвойні ванни), підводний душ-масаж, циркулярний душ, душ Шарко, висхідний душ, басейн для вертикального витягнення хребта в сірководневій воді;
- відділення озокеритолікування;
- кабінет фізіотерапії;
- кабінет лікувальної фізкультури;
- кабінет мануальної терапії;
- кабінет масажу;
- кабінет лазеротерапії;
- кабінет психотерапії;
- кабінет голкорефлексотерапії;
- андрологічний кабінет;
- кабінет вагінальних зрошень;
- кабінет кишкових зрошень;
- кабінет аромотерапії;
- кабінет мікроклізм;
- кабінет фітотерапії;
- інгаляторій;
- бювет з сірководневою мінеральною водою та гідрокарбонатно-натрієвою «Поляна купель»
- кабінет функціональної діагностики з комп'ютерною програмою аналізу роботи серцево-судинної системи;
- клініко-біохімічна лабораторія;
- рентген кабінет;
- сауна.

## Інфраструктура
Санаторій має 5 спальних корпусів на 338 місць
- бювет мінеральної води

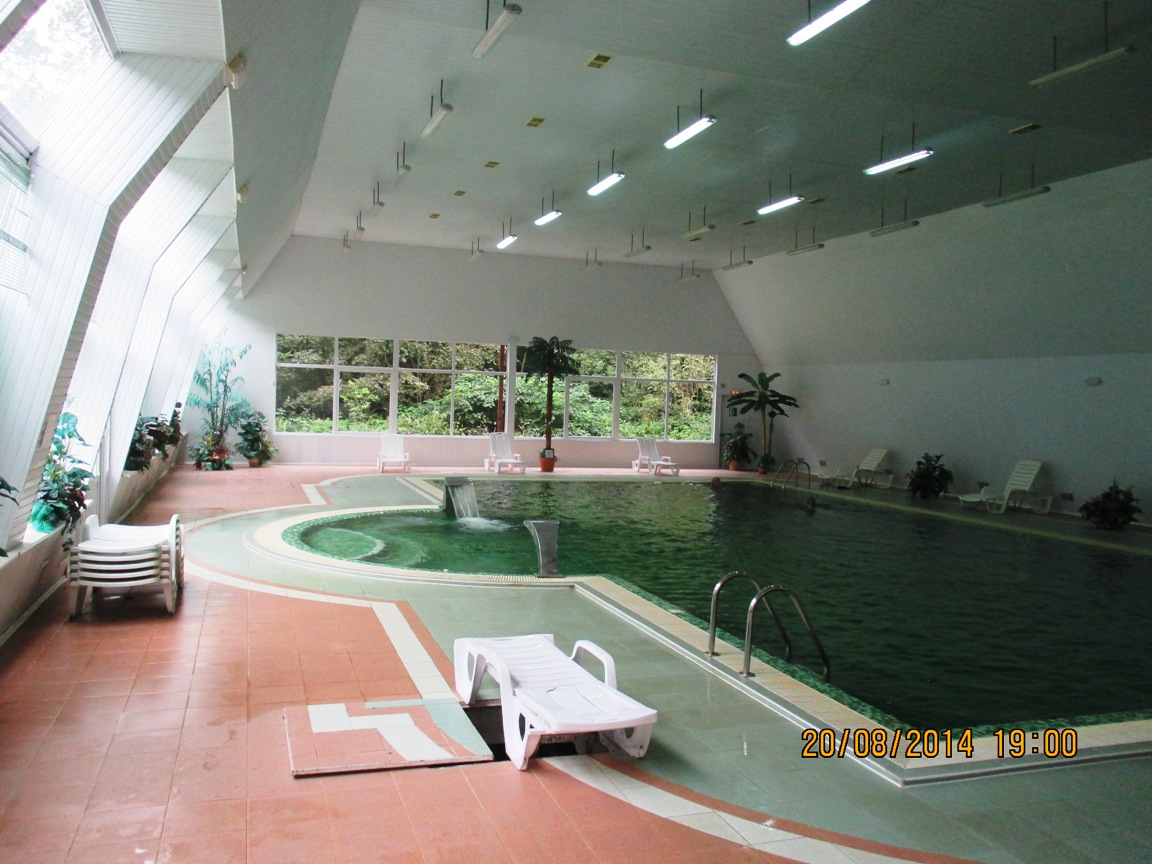
Плавальний басейн

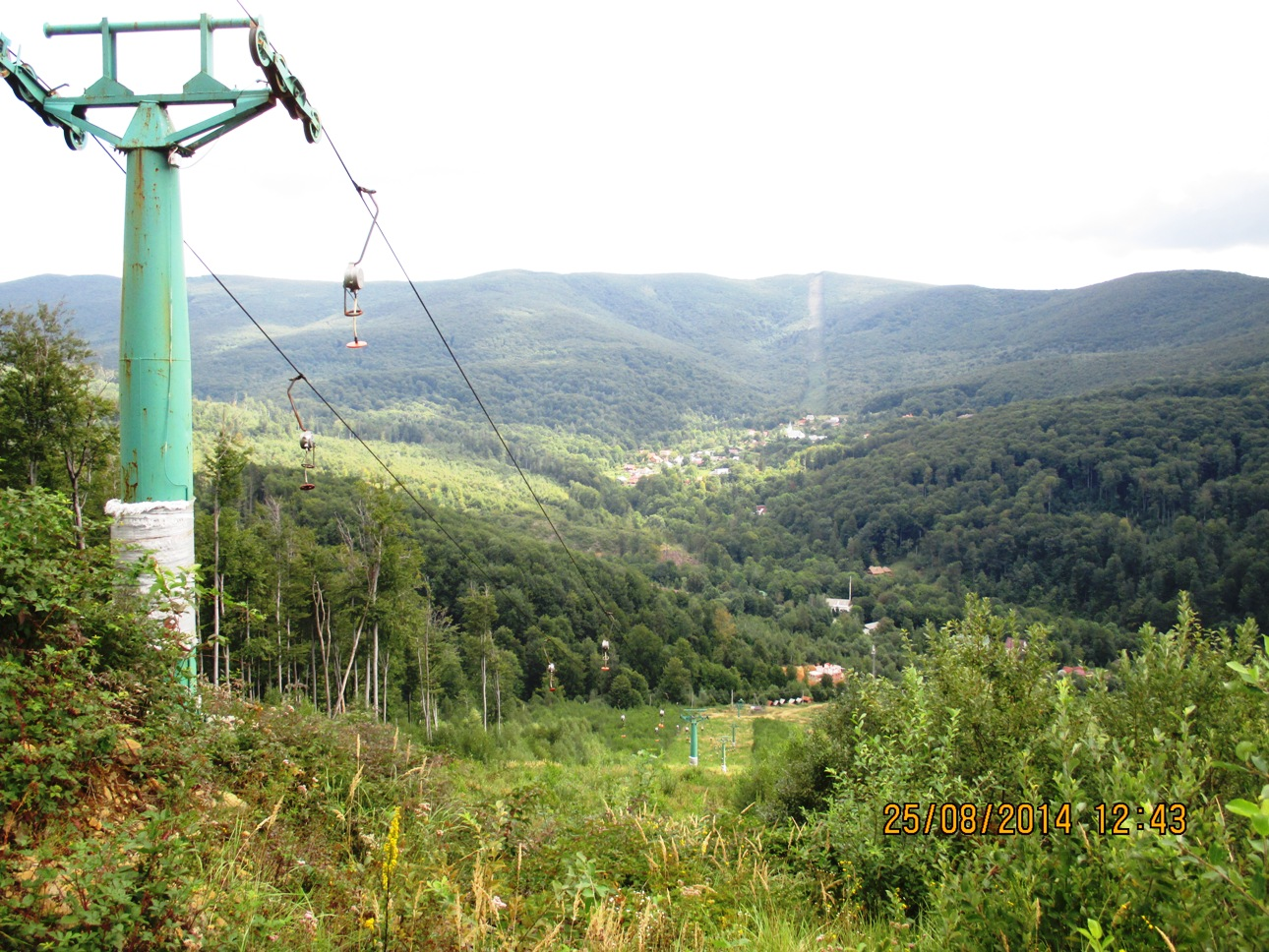
Підйомник

- бальнеолечебніца з необхідними лікувально-діагностичними кабінетами
- косметологічний кабінет
- їдальня
- спортивні майданчики
- містечко лікувальної фізкультури, теренкур
- клуб з кінозалом, бібліотека, танцювальний майданчик
- фітобар, бар, кафе
- більярдна
- сауна і басейн, тренажерний зал
- поштове відділення
- охоронювана автостоянка
- два гірськолижних підйомника

## Галерея

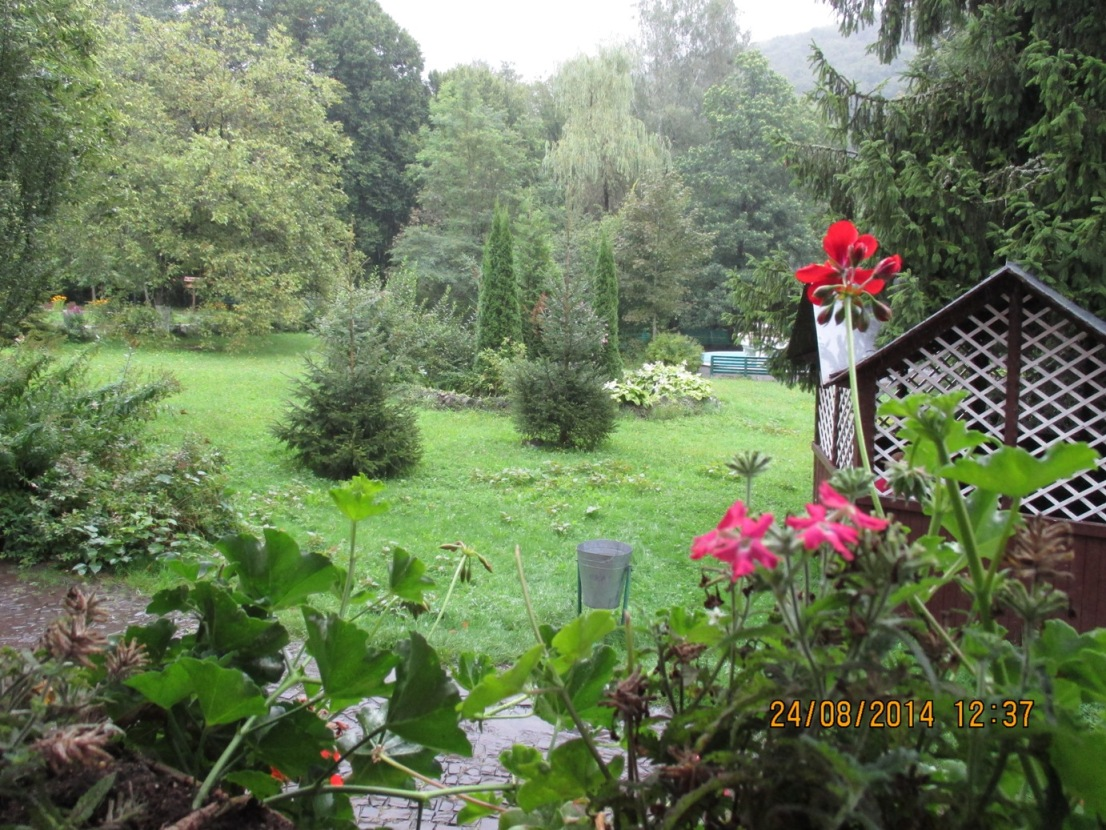
Територія санаторію
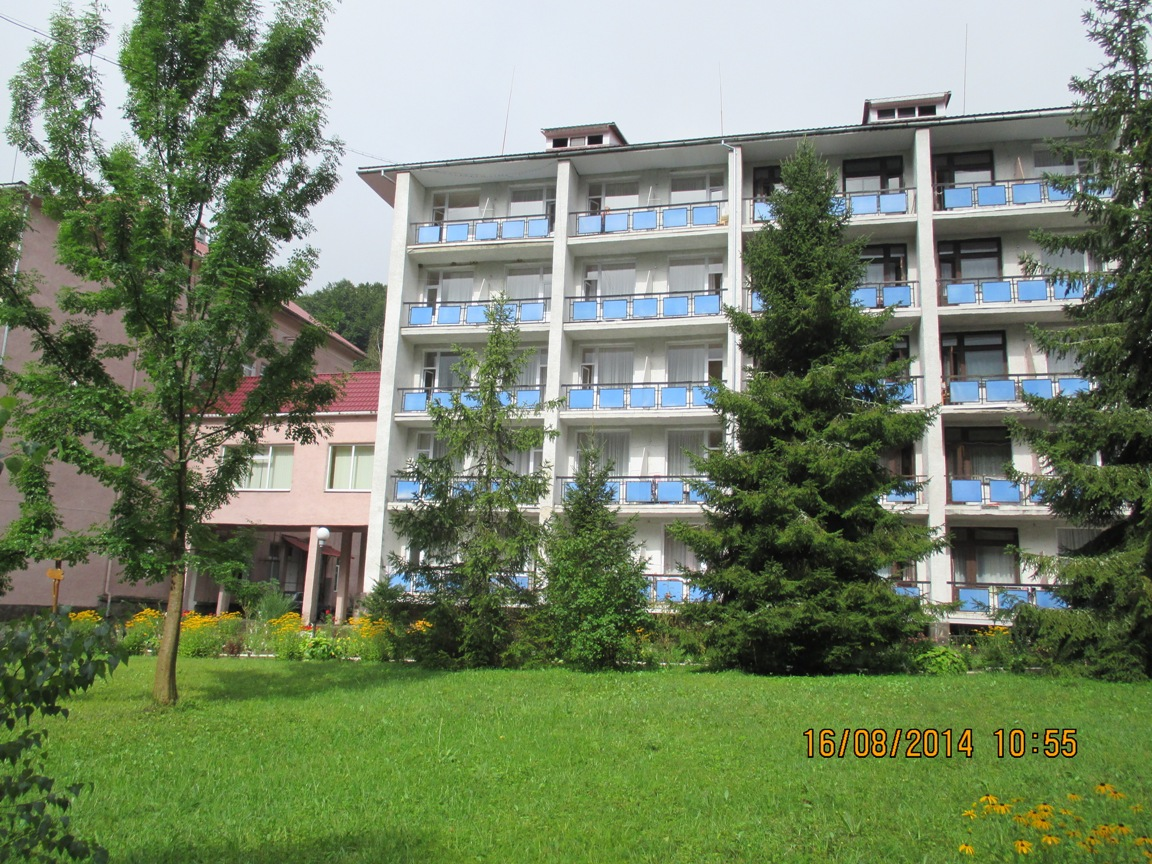
Третій корпус
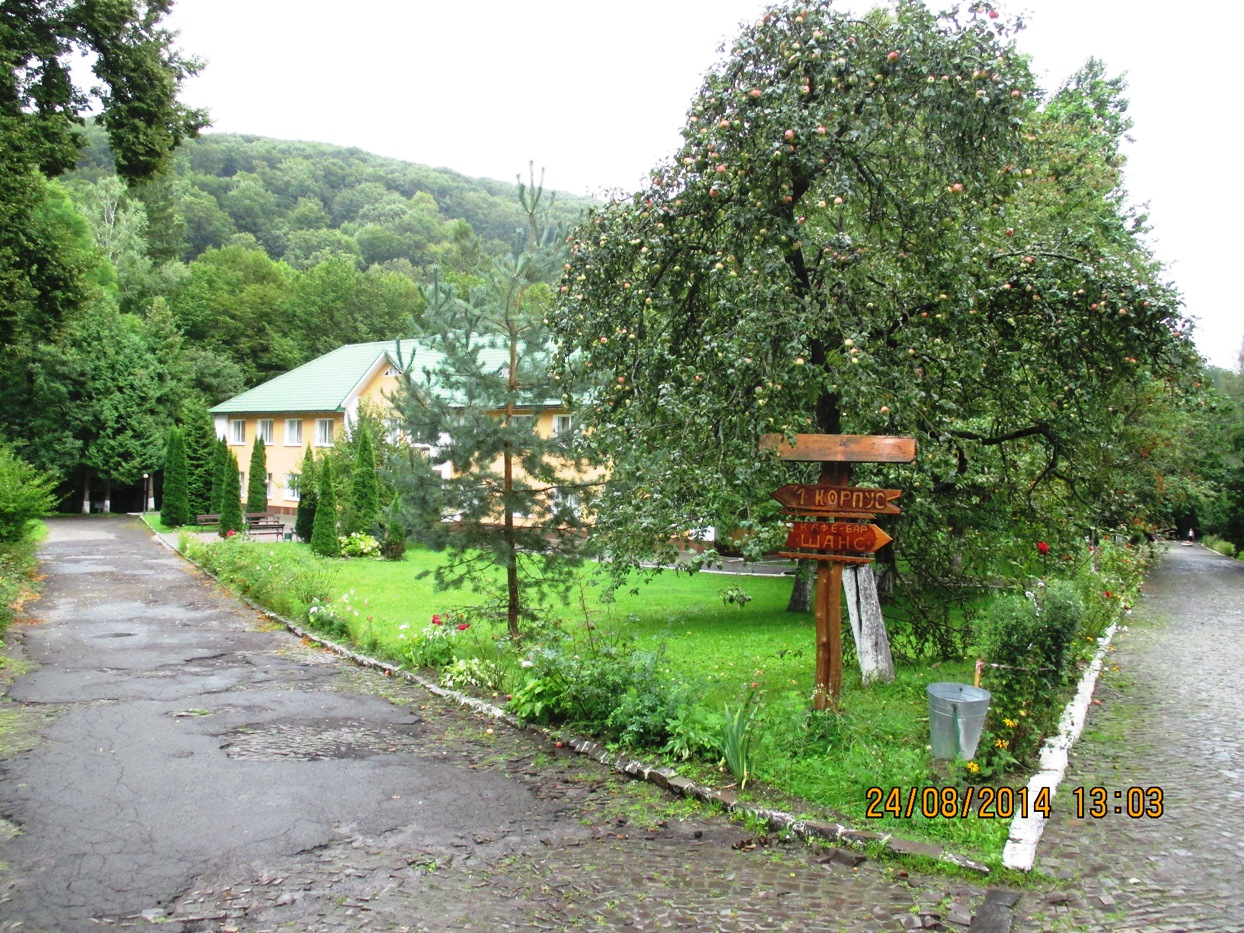
Вказівник до 1-го корпусу
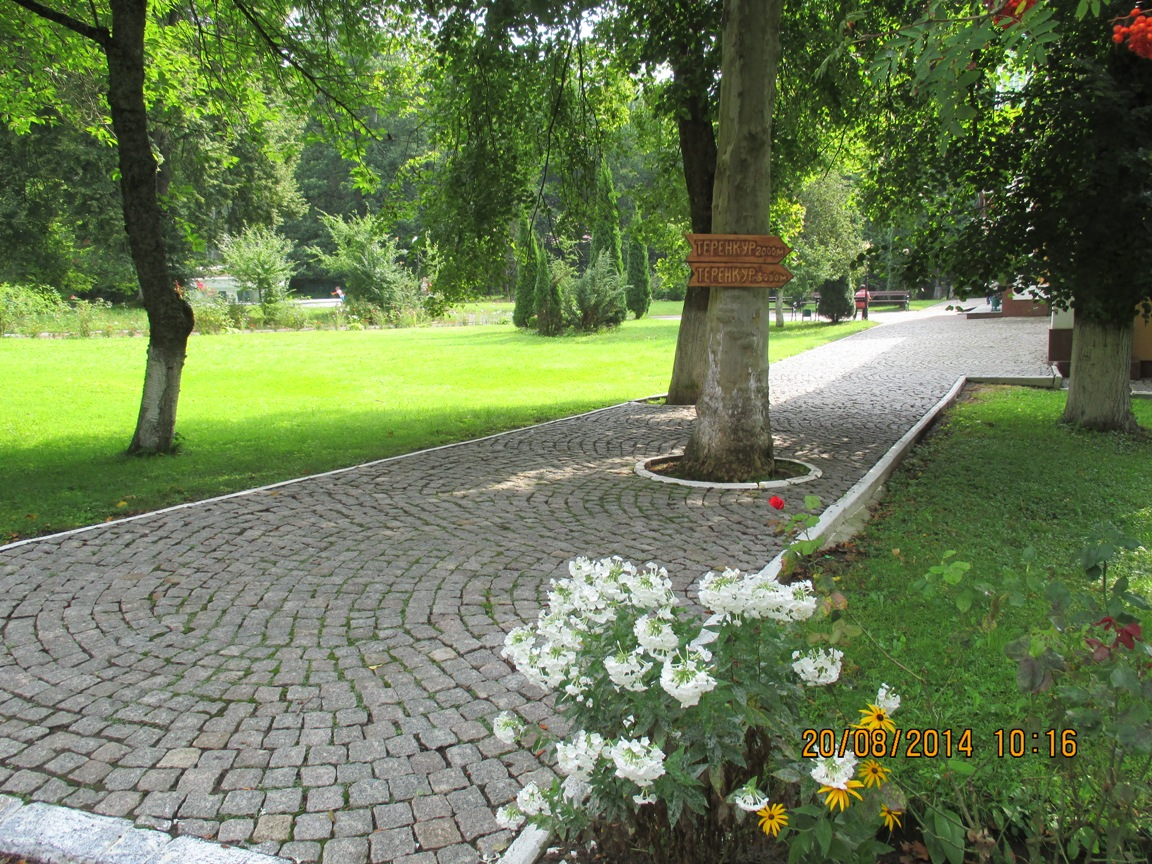
Тротуар до 1-го корпусу
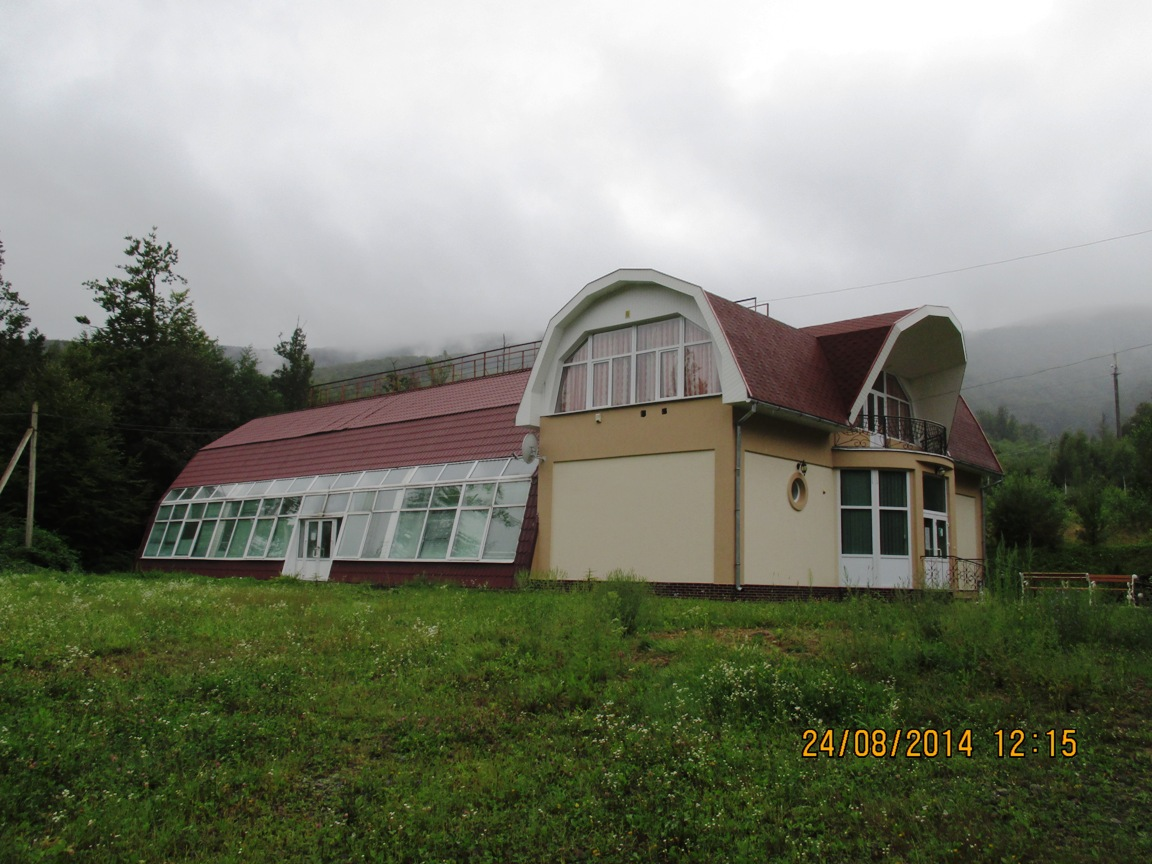
Приміщення плавального басейну
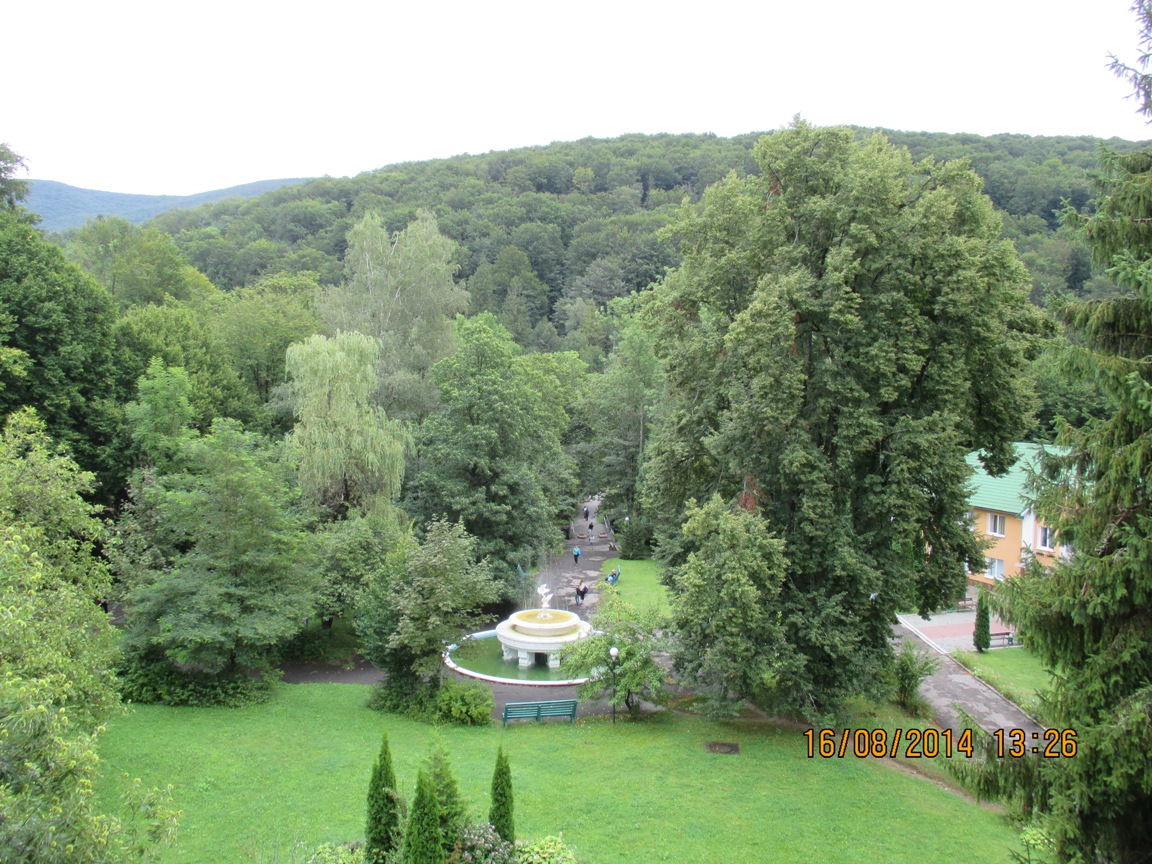
Фонтан на території санаторію
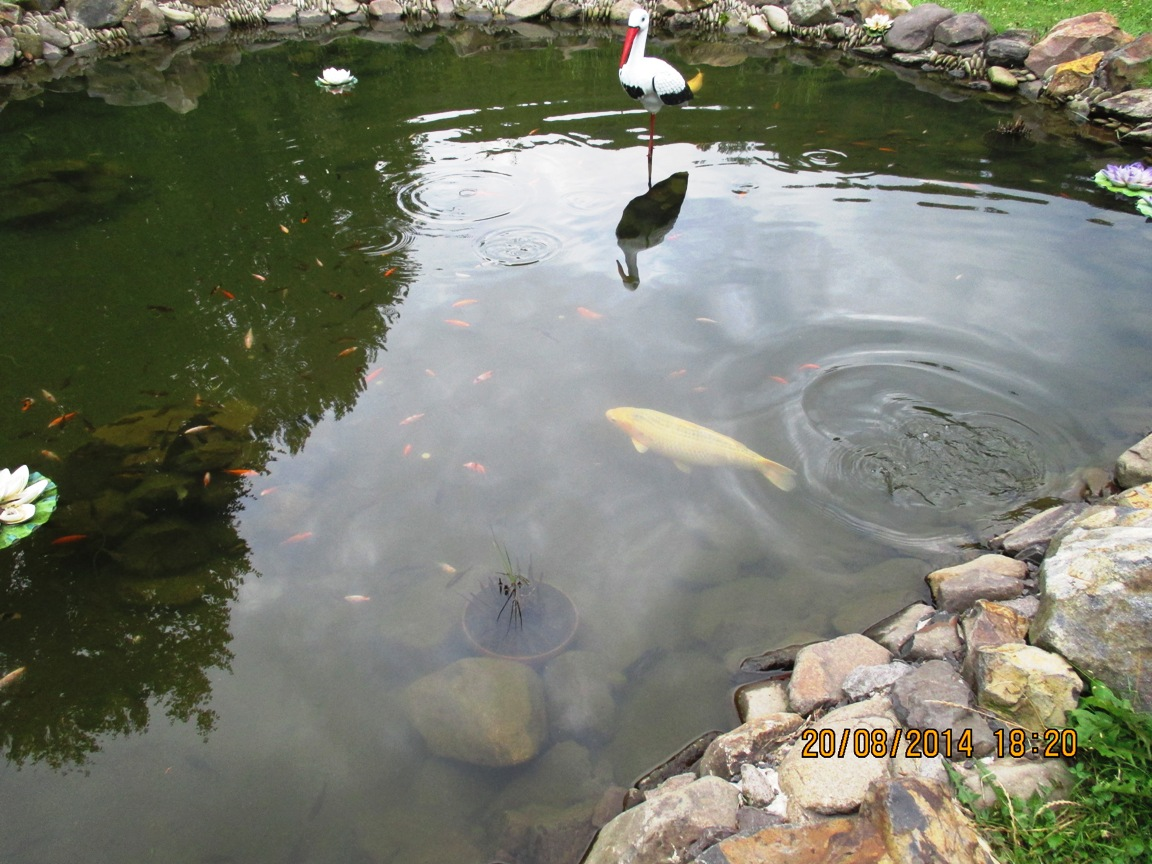
Басейн з рибою біля приміщення плавального басейну
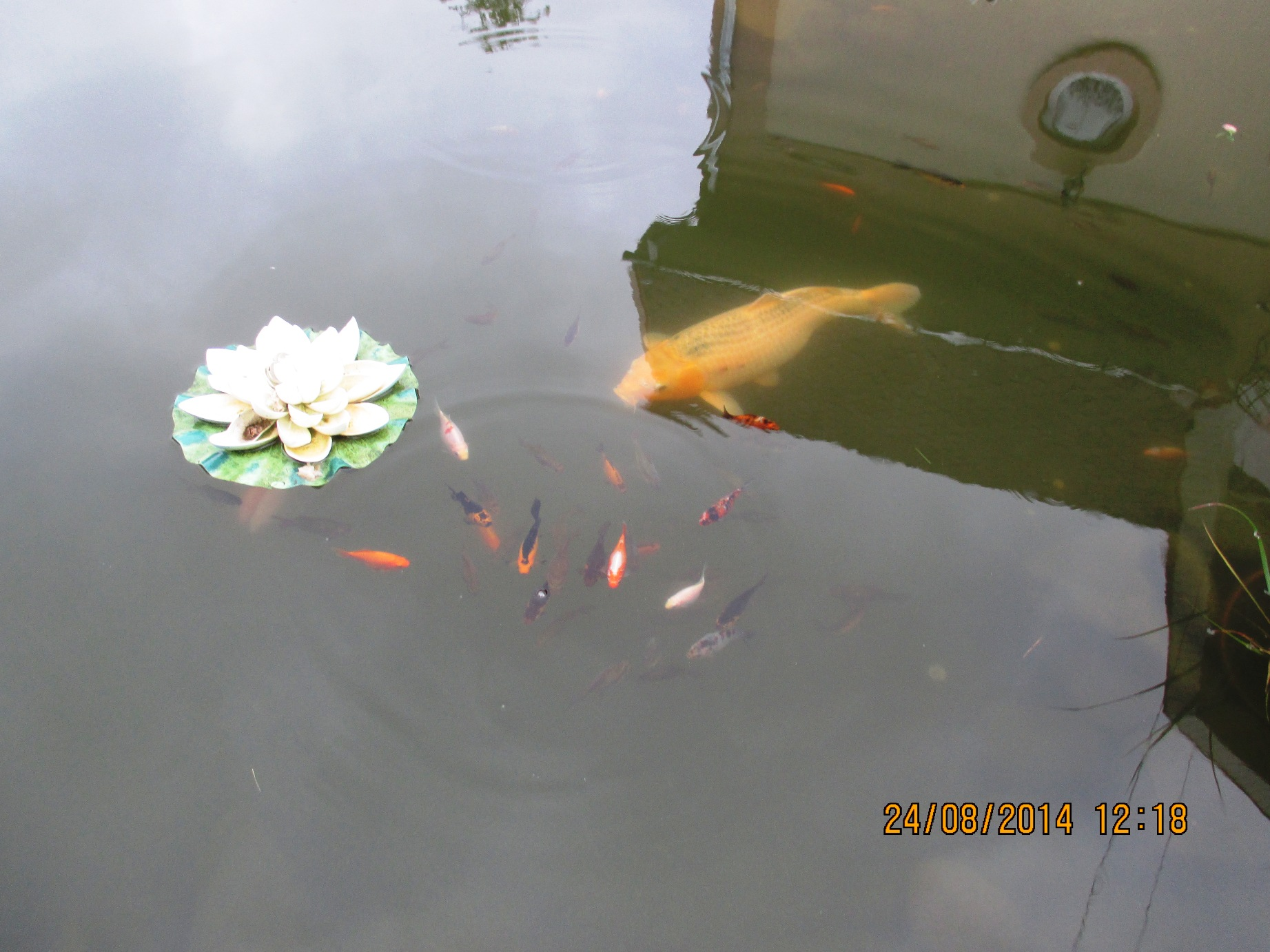
Риба
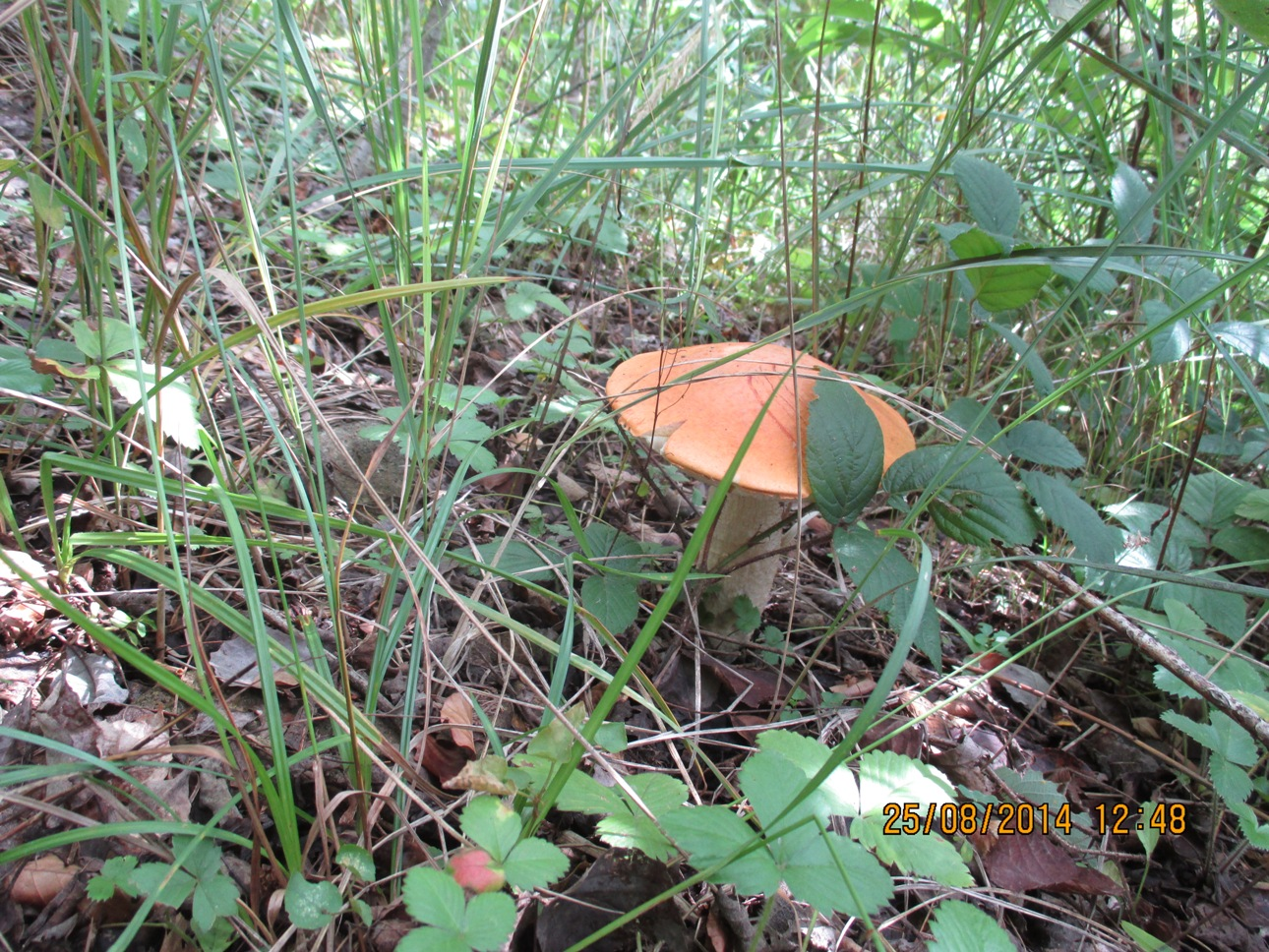
Підосиковик на лижній трасі санаторію
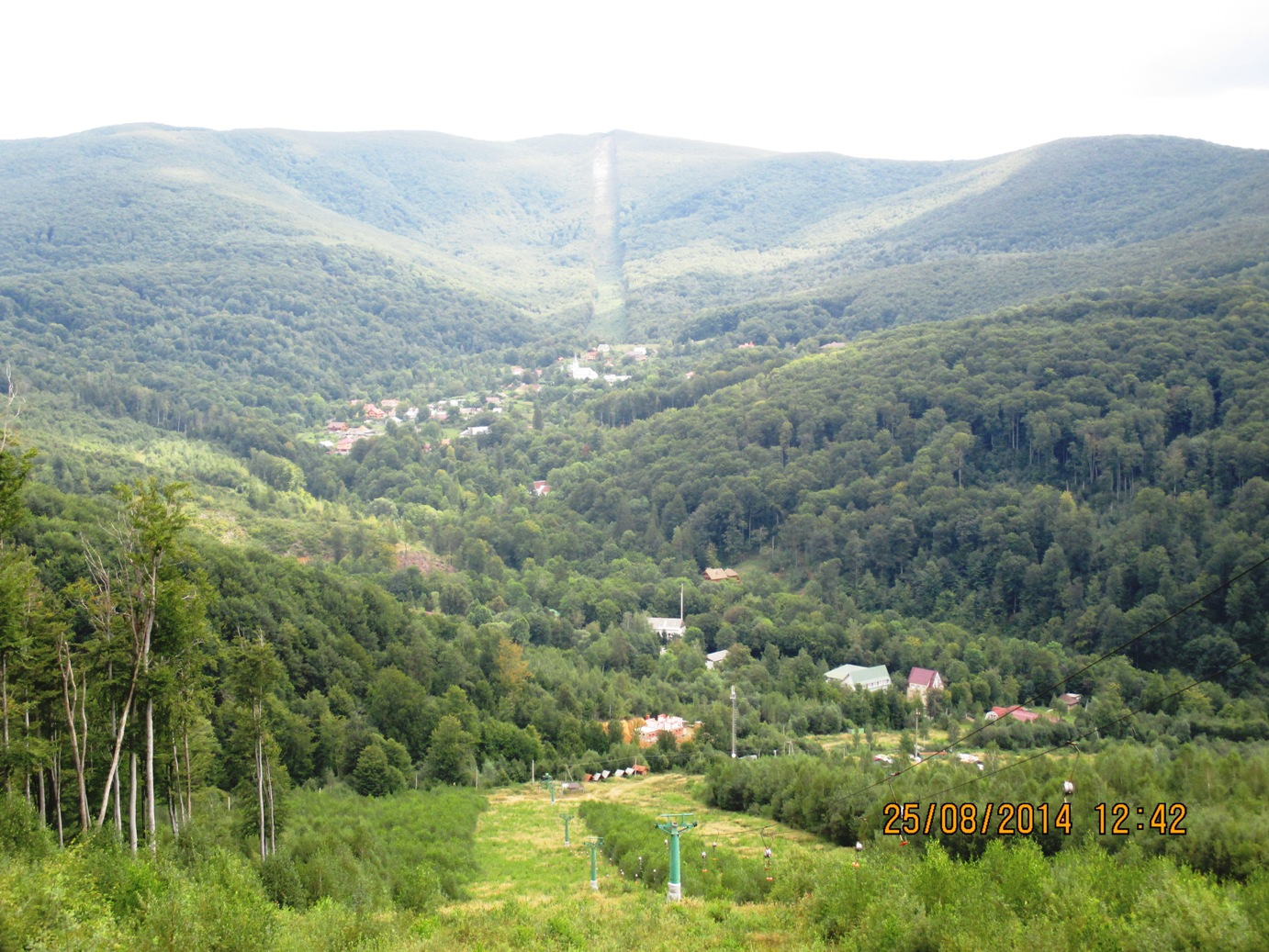
Вигляд на санаторій та село із лижної траси
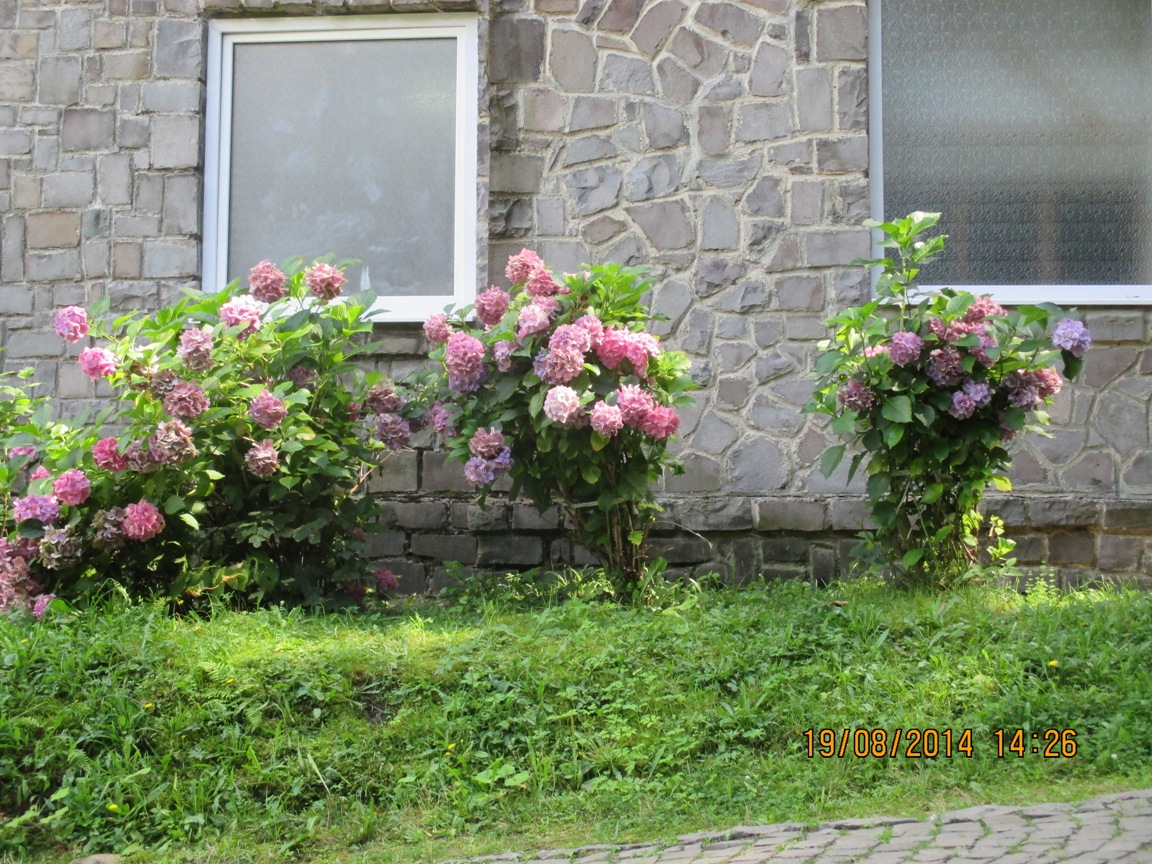
Квіти біля лікувального корпусу
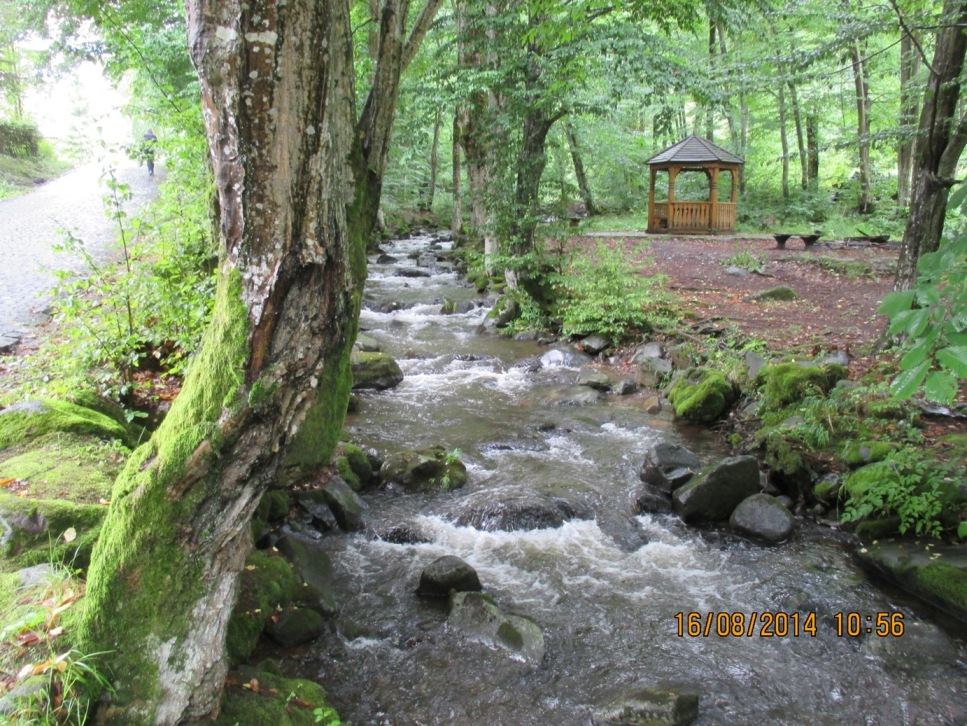
Річка Матекова на території санаторію